# Эль-Пилар
Эль-Пила́р (исп. El Pilar) — центр городища майя, расположенный на границе Белиза и Гватемалы в 12 км к северу от Сан-Игнасио (Белиз). До него можно добраться от Сан-Игнасио и Буллет-Три-Фолз по реке Белиз. Название «Эль Пилар» в переводе с испанского означает «водоём», что отражает обилие ручьёв вокруг этой местности, что редко встречается в районе майя.
Памятники Эль-Пилар находятся в центре охраняемой территории площадью 2 тыс. га, известной как Археологический заповедник флоры и фауны майя Эль-Пилар, объявленный памятником культуры как в Белизе, так и в Гватемале в 1998 году. Эль-Пилар — крупнейший город майя в районе реки Белиз с более чем 25 площадями и сотнями крупных зданий, раскинувшихся на площади в 49 га.

## Открытие
Американский археолог, антрополог, исследователь майя Анабель Форд впервые нанесла Эль-Пилар на карту в 1983 году в ходе проекта исследования археологических поселений по реке Белиз. Структура поселений в этом регионе предполагает размеры и состав сообществ, которые напрямую занимались сельским хозяйством. Одной из самых обширных областей были сельскохозяйственные угодья, обнаруженные в Эль-Пилар, в 10 км к северу от реки Белиз, на краю большого возвышенного откоса, который ведёт в 47 км к главному центру майя Тикаль.

## История
Археологические полевые исследования Эль-Пилара были начаты в 1993 году. Под руководством Анабель Форд, подробная карта была составлена с использованием инструментов инженерных изысканий и раскопок, направленных на поиск подъездных путей, лестниц и дверных проёмов. После этого была исследована система дорожных насыпей, которые соединяли городище с востока на запад в один древний центр майя, расположенный в настоящее время на территории современных Белиза и Гватемалы. Поздние раскопки главного храма открыли двухтысячелетнюю историю его строительства. Для картирования местности используется технология лидар.
Город вырос из среднего доклассического периода (800 г. до н. э.) с небольшими храмами и площадями, обнаруженными в главном восточном храме Плаза-Копаль. Позже территория городища расширялась и достигла максимума до 1000 г. н. э.. На пике позднеклассического периода общая численность населения Эль-Пилар, по оценкам, превышала 180 тыс. человек.
Анабель Форд и её команда раскопали многие площади, храмы и дворцы этого монументального городища. Вокруг монументов находятся жилые дома древней общины майя. Цуну’ун, жилой дом, обнаруженный в 1984 году, стал центром крупного исследования, в ходе которого были раскопаны, обнажены и консолидированы элитные дома майя. Это единственный жилой дом заповедника, доступный для посетителей. Вокруг Цуну’уна разбит лесной сад. Лесные сады Эль-Пилар в настоящее время поддерживаются фермерами майя как часть сети лесных садов Эль-Пилар.

## Сохранение и экотуризм

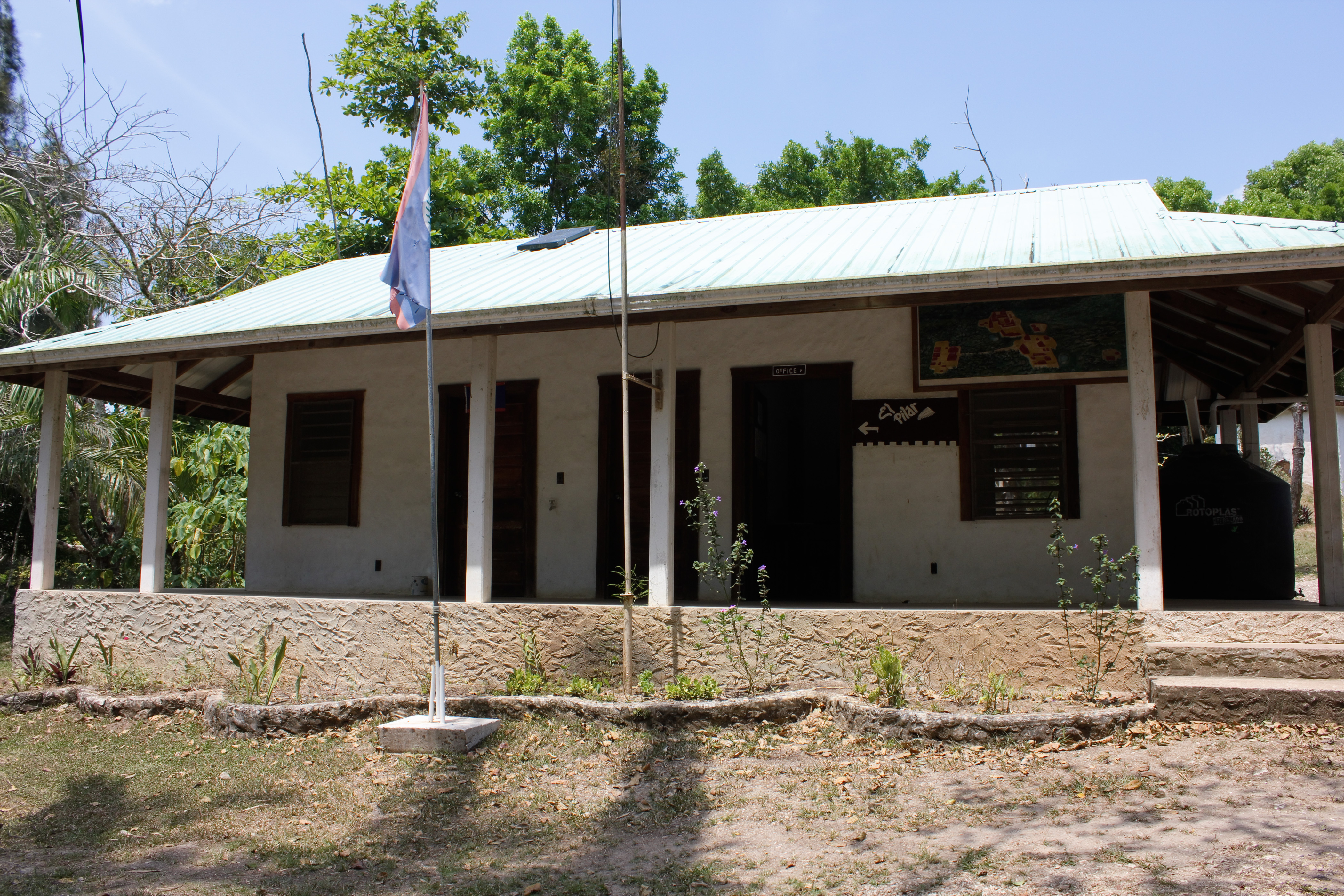
Административное здание в Эль-Пиларе

Археологический заповедник флоры и фауны майя Эль-Пилар открыт для посетителей и имеет ряд троп, обеспечивающих доступ ко всему участку. Туристы могут добраться от Буллет-Три-Фолз прямо к городищу майя. Желающие могут испытать как древние, так и современные аспекты жизни майя. Существует активная инициатива по превращению Эль-Пилара в Белизе и Гватемале в первый археологический парк мира. Хотя Эль-Пилар находится под защитой в Белизе и Гватемале и на его территории работают рейнджеры, он по-прежнему находится под угрозой со стороны мародёров и был внесён в 1996 году Всемирным фондом памятников в список 100 мест в мире, наиболее находящихся под угрозой исчезновения. Укрытый под пологом леса после 1000 лет забвения, Эль-Пилар и памятники майя лучше всего сохраняются под пологом растительности. Это сохраняет культурное наследие майя вместе с лесными садами, созданными цивилизацией майя.

## Галерея

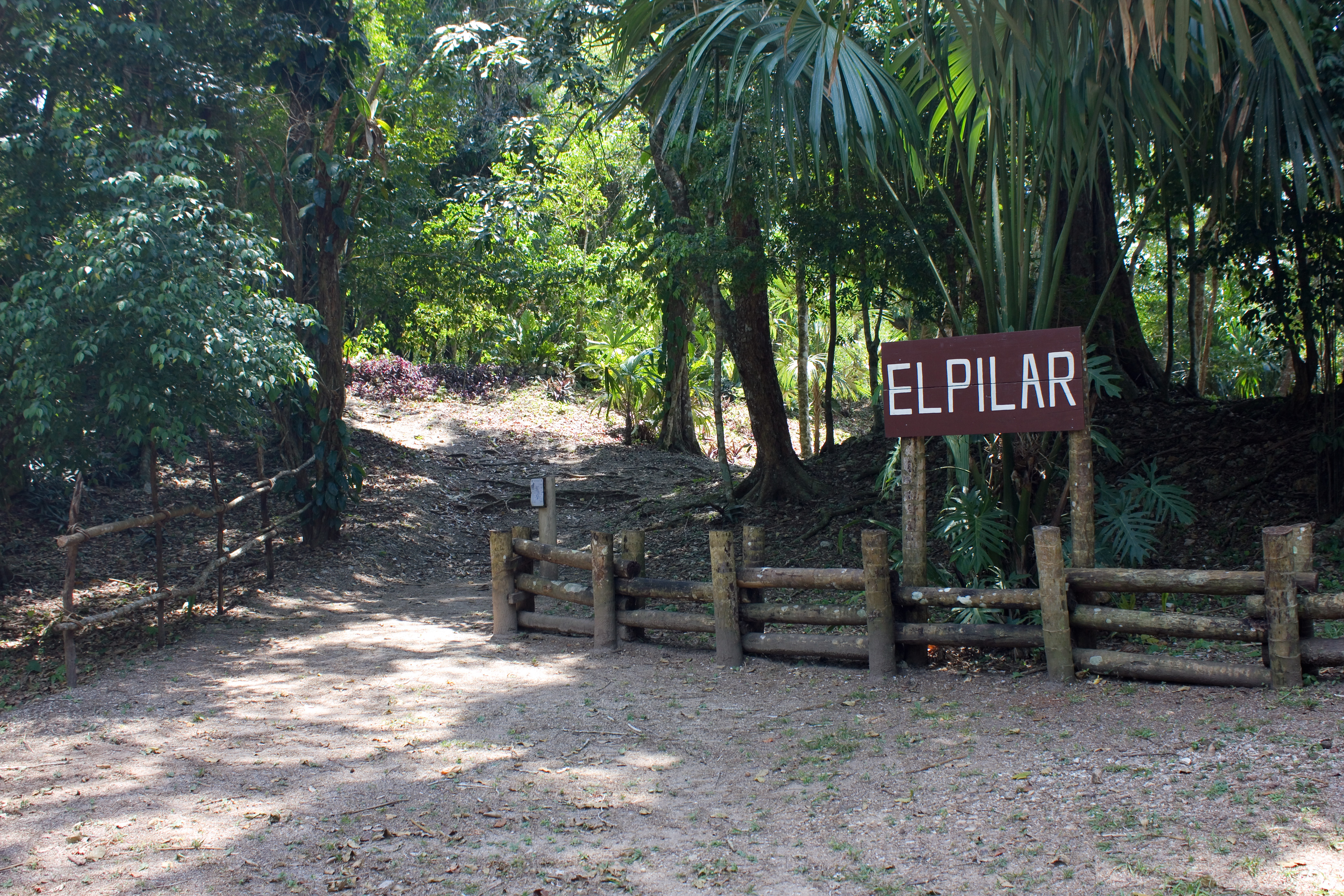
Вход в Эль-Пилар
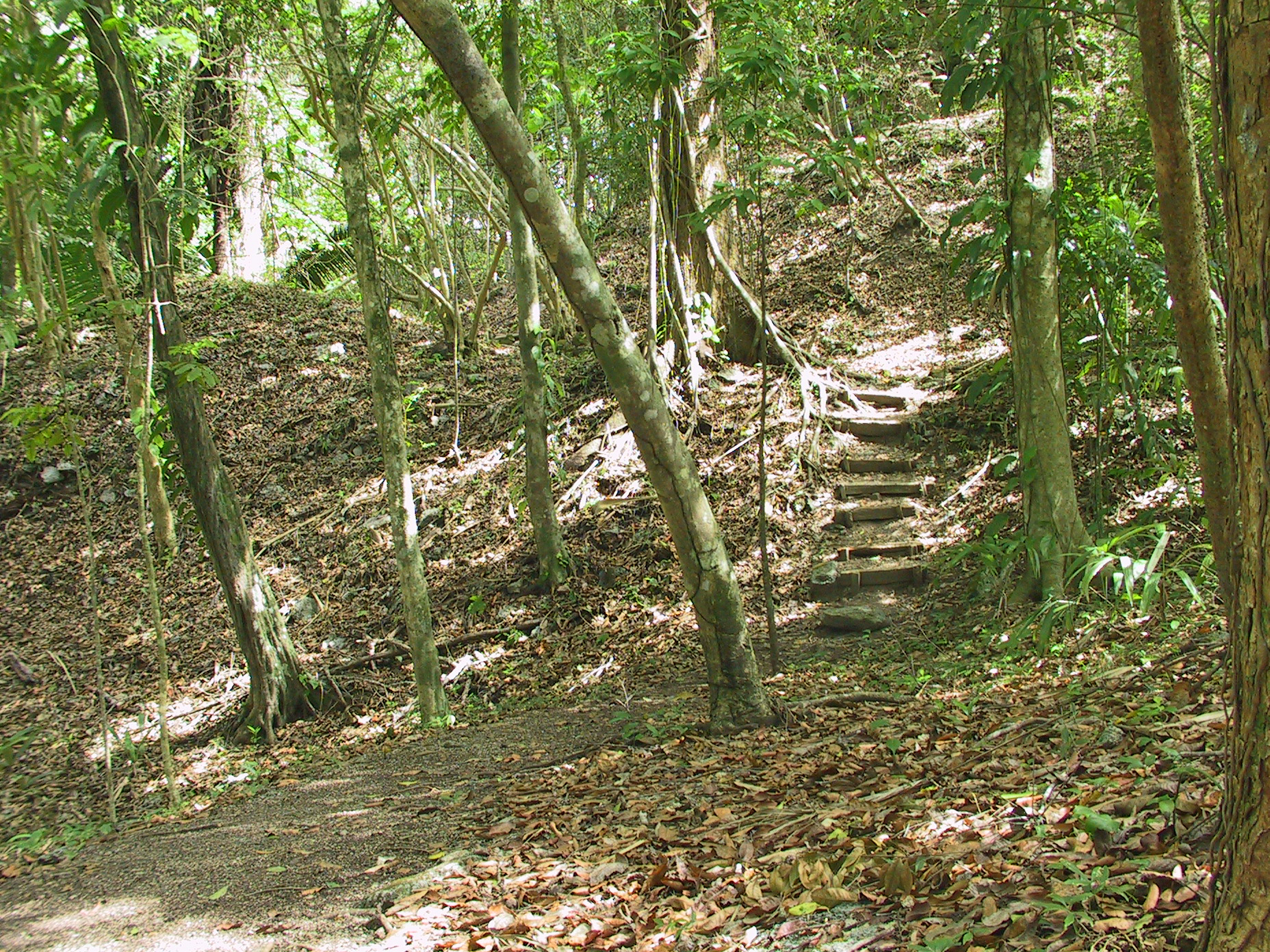
Туристическая тропа
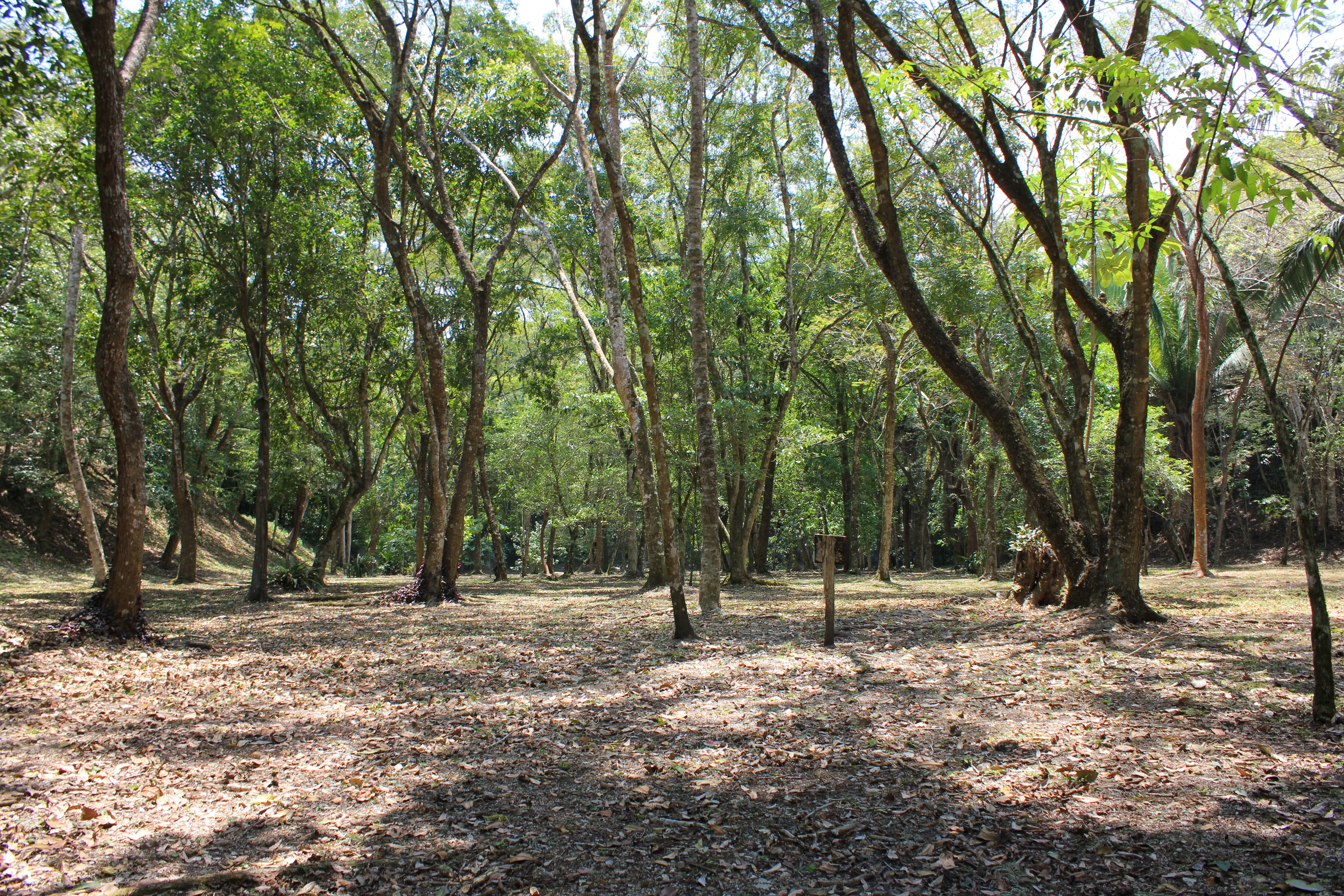
Плаза-Копаль
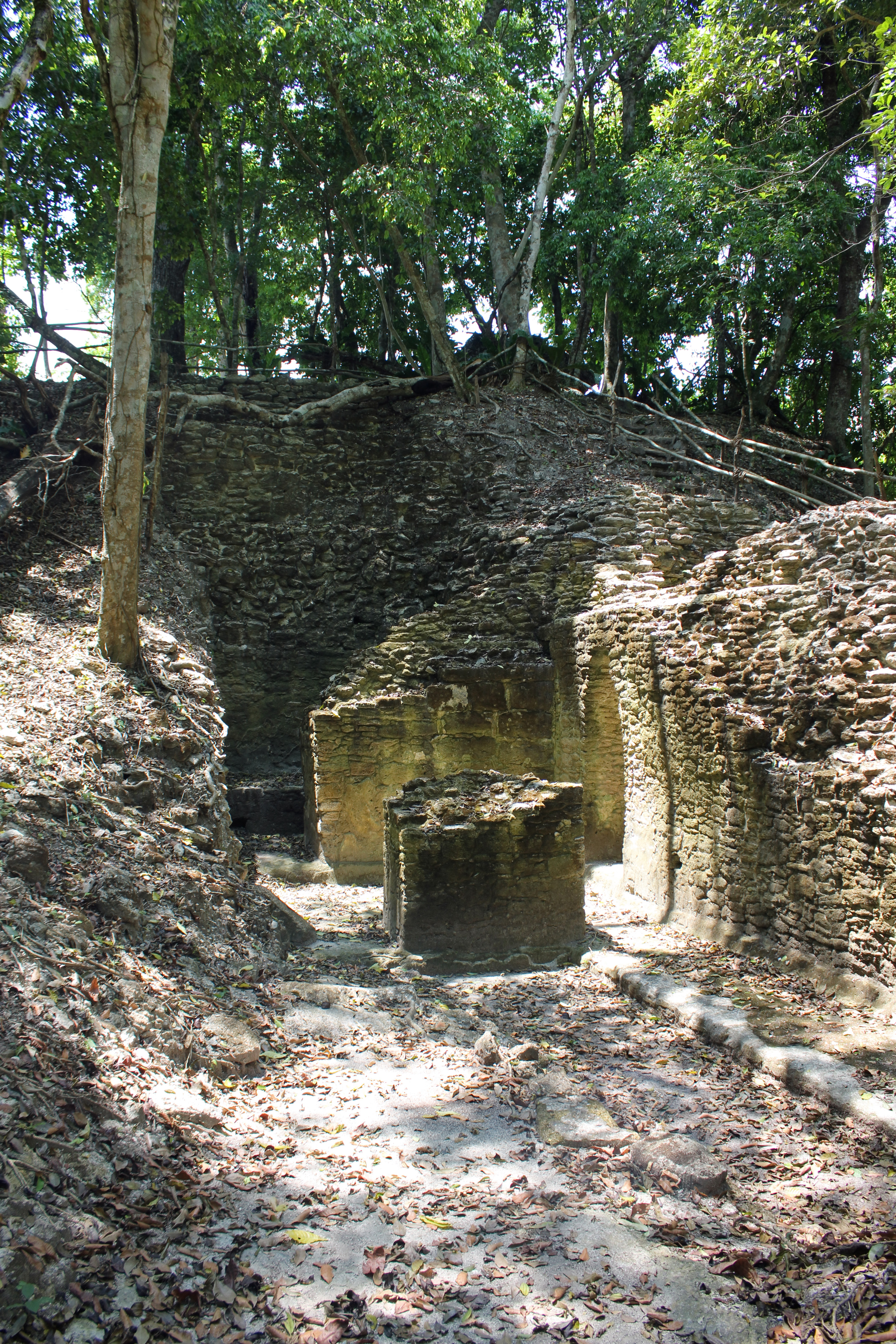
Плаза-Хобо
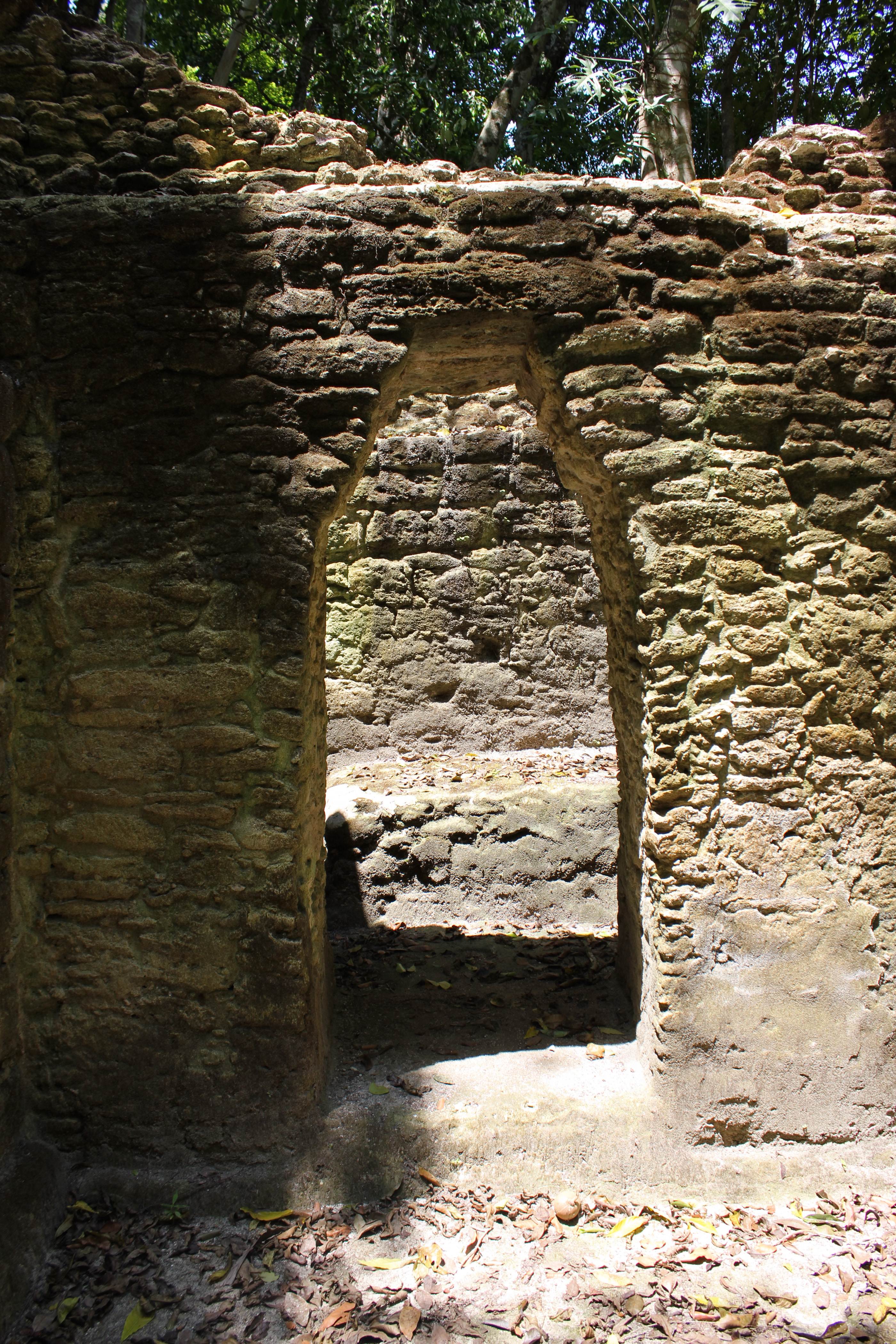
Арка в Плаза-Хобо